# Supertessile

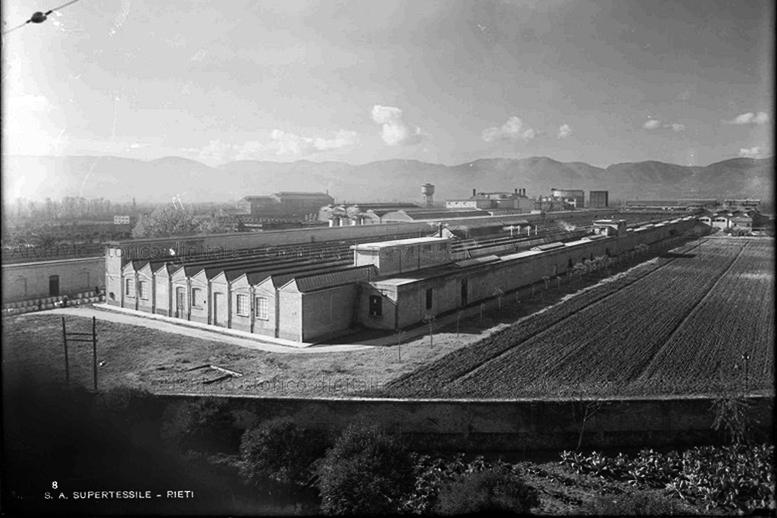
Lo stabilimento negli anni trenta

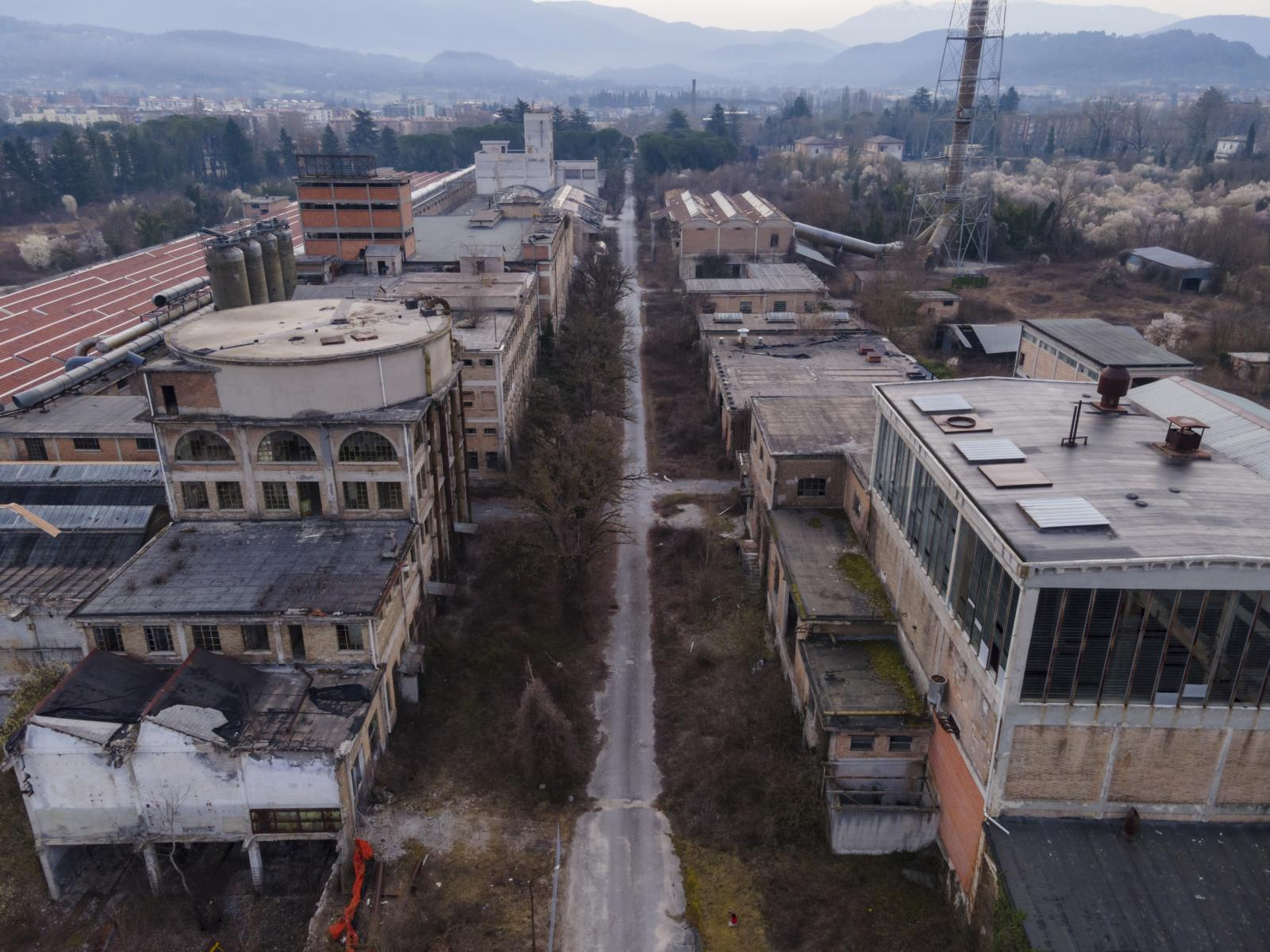
Lo stabilimento Supertessile ripreso con un drone.

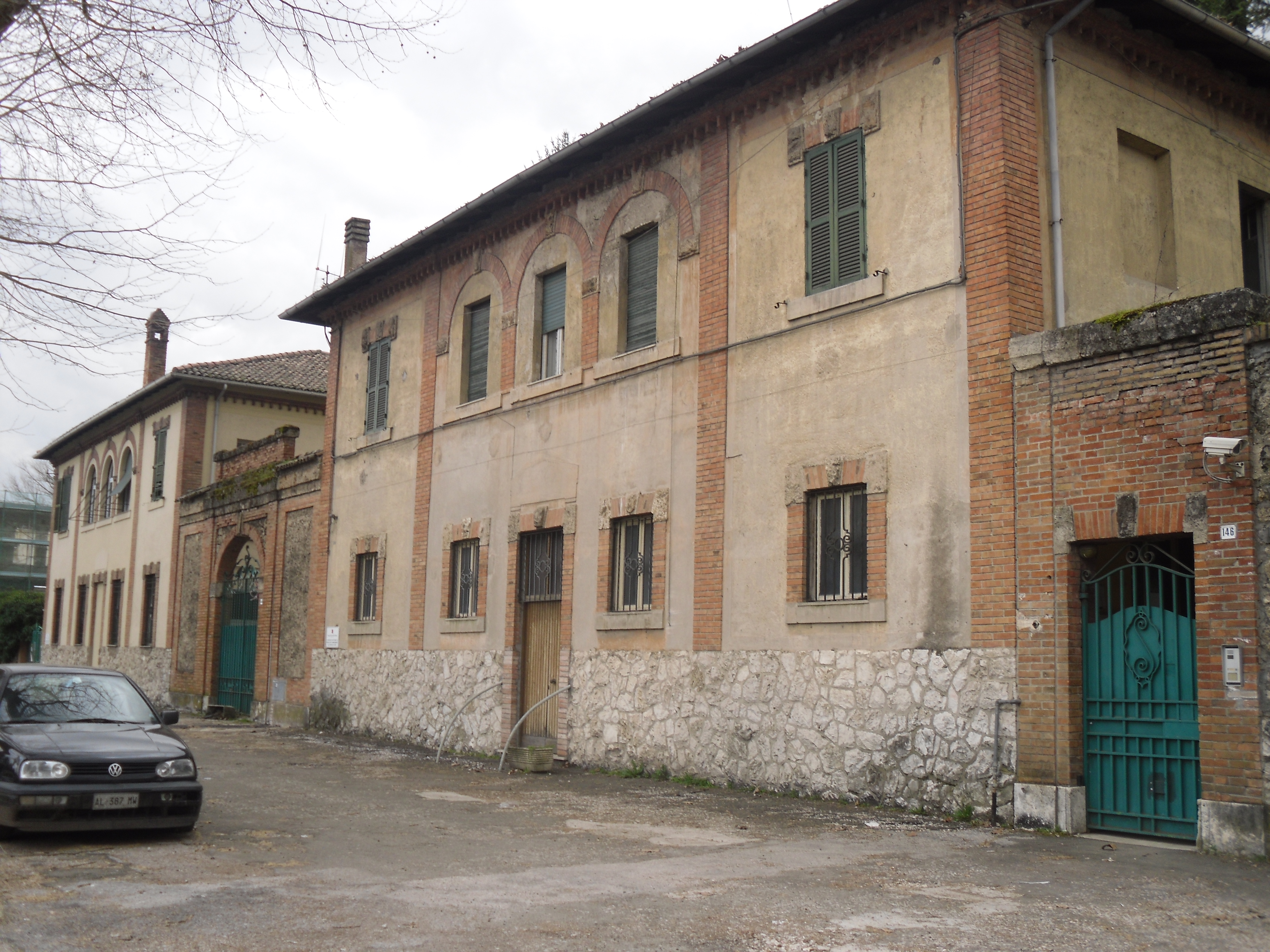
L'entrata su Viale Maraini

La Supertessile, successivamente divenuta CISA Viscosa, SNIA Viscosa, poi Nuova Rayon e negli ultimi anni BembergCell, è un ex stabilimento tessile per la produzione della viscosa rayon sito a Rieti.
La sua apertura nel 1928 segnò il definitivo passaggio della città ad un'economia di tipo industriale, rendendola uno dei maggiori centri manifatturieri del Lazio. Essa fu tra le più importanti aziende della Sabina fino a quando, negli anni sessanta, le principali attività economiche si spostarono nel terziario e nel nuovo Nucleo industriale di Rieti-Cittaducale. La produzione ebbe una pausa nel 1979 e, dopo una parziale riattivazione nel 1986, lo stabilimento fu chiuso definitivamente nel 2006..

## Storia

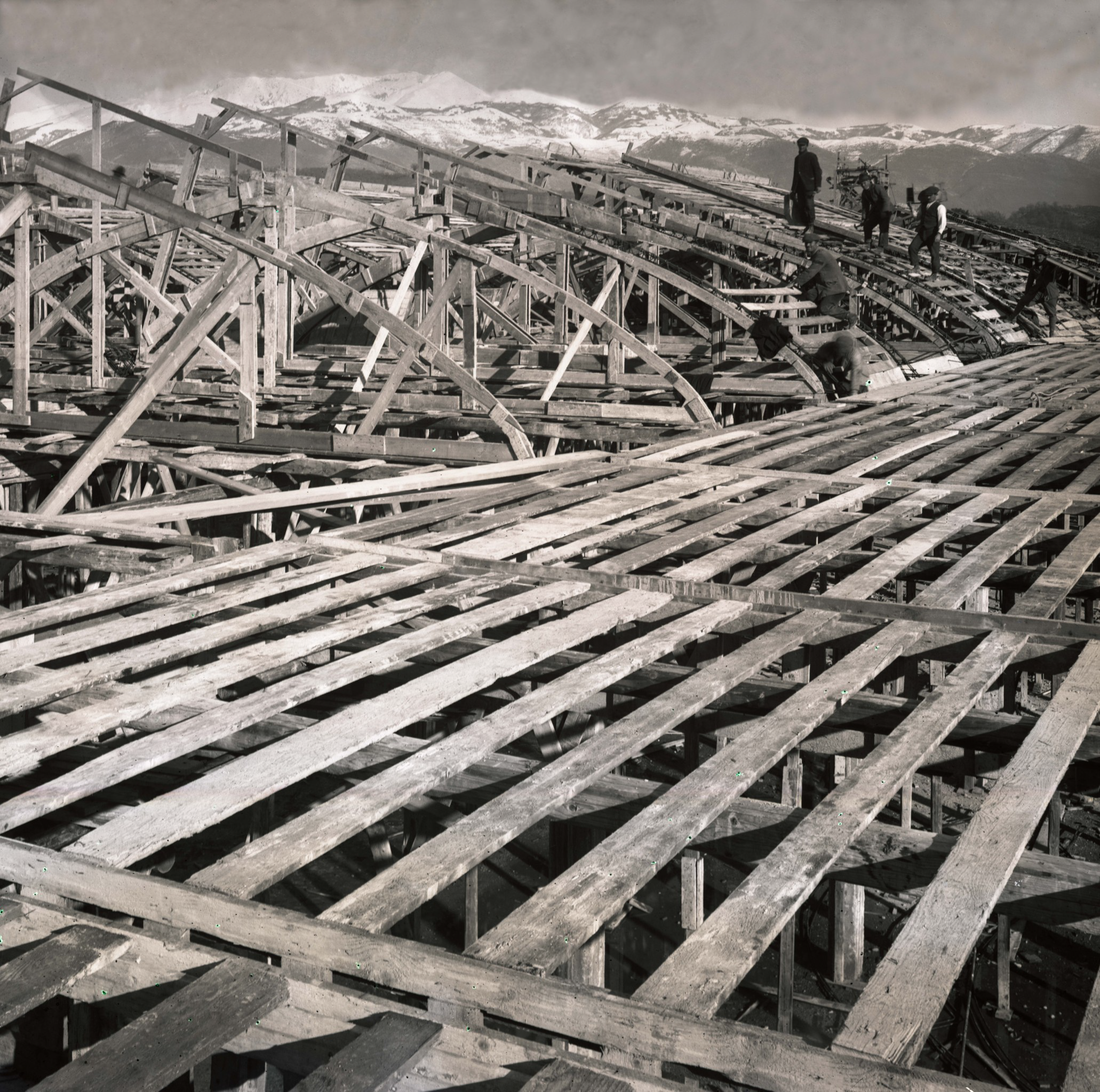
La costruzione dello stabilimento

All'inizio del Novecento la città di Rieti si basava su un'economia ancora prevalentemente agricola. Il processo di industrializzazione era già stato avviato nel 1873 con la fondazione dello zuccherificio di Rieti (il primo zuccherificio d'Italia, che con l'industriale Emilio Maraini acquisì un rilievo sempre maggiore, e nel 1900 era il terzo in Italia per capacità di lavorazione giornaliera), ma si trattava anch'essa di un'attività legata alla trasformazione dei prodotti agricoli, e soprattutto a carattere stagionale (inevitabilmente, era attiva solo nel periodo di raccolta della barbabietola da zucchero).

### Origine dello stabilimento e scelta del sito
All'inizio degli anni venti la Società Generale Italiana della Viscosa (precedentemente denominata Cines-Seta artificiale) si stava espandendo nel Centro Italia e nel 1923-24 aveva impiantato uno stabilimento a Roma per la produzione della viscosa rayon. La classe dirigente reatina – per primi il sindaco Alberto Mario Marcucci e il principe Ludovico Spada Potenziani – intavolò trattative con il presidente, il barone Alberto Fassini, perché il nuovo stabilimento fosse impiantato a Rieti piuttosto che a Viterbo o Sulmona. Nel corso delle trattative, svoltesi tra ottobre e novembre del 1924, furono offerti all'azienda sgravi fiscali e altre facilitazioni, e il 14 gennaio 1925 fu firmata la convenzione definitiva. Nacque così la Società anonima Supertessile.

### Progettazione e costruzione dell'impianto

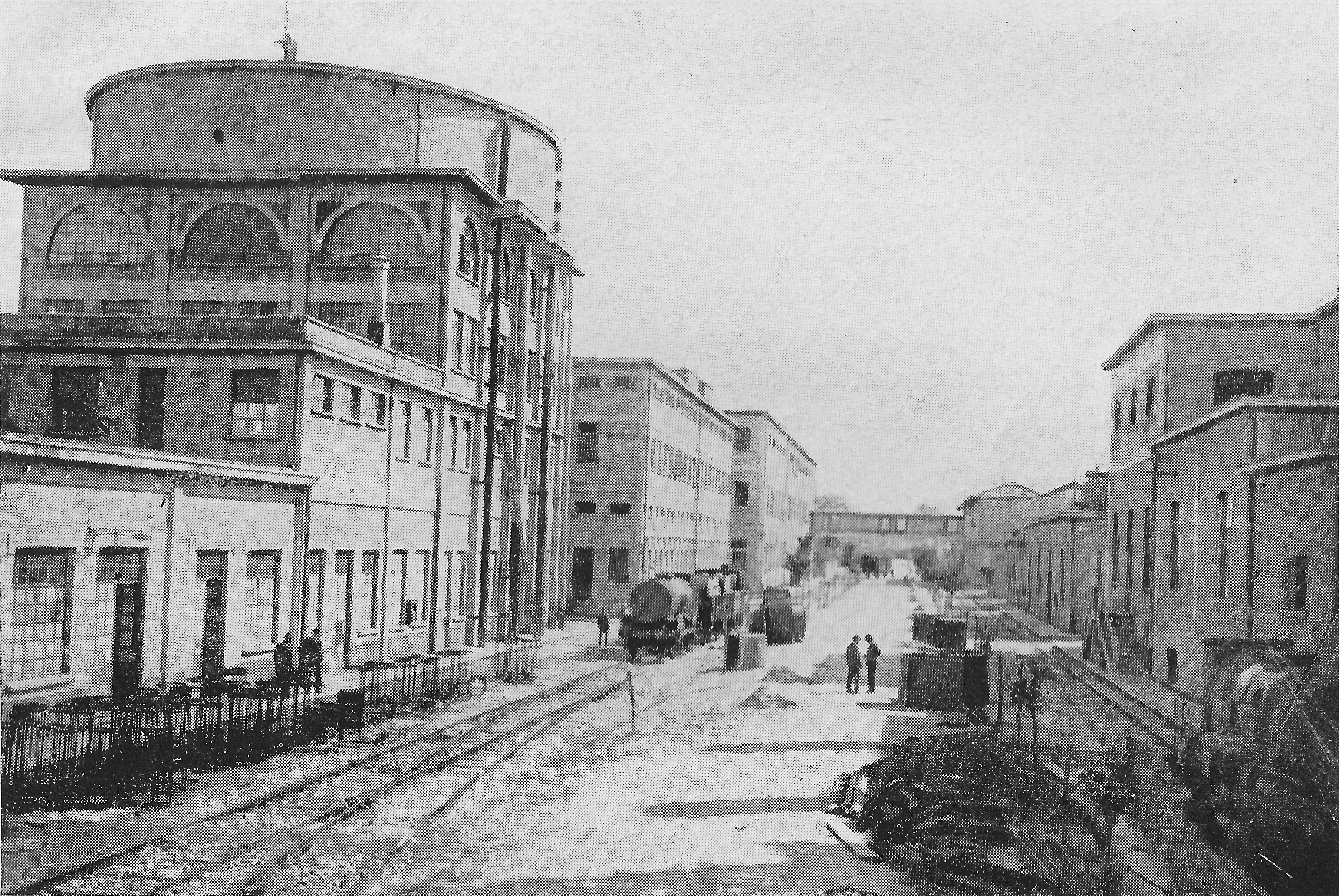
Il viale principale dello stabilimento in una fotografia pubblicata nel 1932

Per la costruzione dello stabilimento fu individuata una zona di circa 30 ettari che si trovava lungo viale Maraini (il tratto finale della strada statale di collegamento tra Rieti e Terni), di fronte allo zuccherificio, a quasi un chilometro dalla Porta Cintia di accesso al centro storico. Alla fine del viale, attorno alla chiesa di Madonna del Cuore, fu edificato un villaggio operaio che si estendeva per 20 ettari (che costituì il primo nucleo dell'attuale quartiere Madonna del Cuore), costituito da 7 500 vani di case per operai e dotato di strutture assistenziali e ricreative quali mense, bagni, un dormitorio con 2000 letti, spacci economici per le famiglie delle maestranze, un convitto maschile e femminile per ospitare il personale impossibilitato a viaggiare per recarsi al lavoro, un teatro, due cappelle, una biblioteca e un circolo dopolavoristico. Tra le strutture realizzate nel villaggio operaio c'era anche un campo da calcio, che successivamente divenne noto come Stadio di viale Fassini e costituì per oltre sessant'anni il principale impianto sportivo della città dedicato a tale sport. Più vicino alla fabbrica, attorno a una rotonda sistemata a verde (l'attuale piazza XXIII Settembre), furono realizzate invece delle villette più raffinate, che avrebbero ospitato la dirigenza.
Il 3 giugno 1926 venne inaugurato il raccordo ferroviario che collegava lo stabilimento allo scalo merci della stazione di Rieti (lungo la ferrovia Terni-Sulmona), che si diramava da quello a servizio dell'antistante zuccherificio, esistente sin dal 1901. Per quanto sia dismesso da tempo, i resti dei binari sono ancora visibili nei punti in cui attraversavano viale Maraini e via Porrara.
Terminati i lavori, lo stabilimento fu inaugurato il 3 ottobre 1928 alla presenza del vescovo di Rieti Massimo Rinaldi.

### La gestione Supertessile (1928-1938)

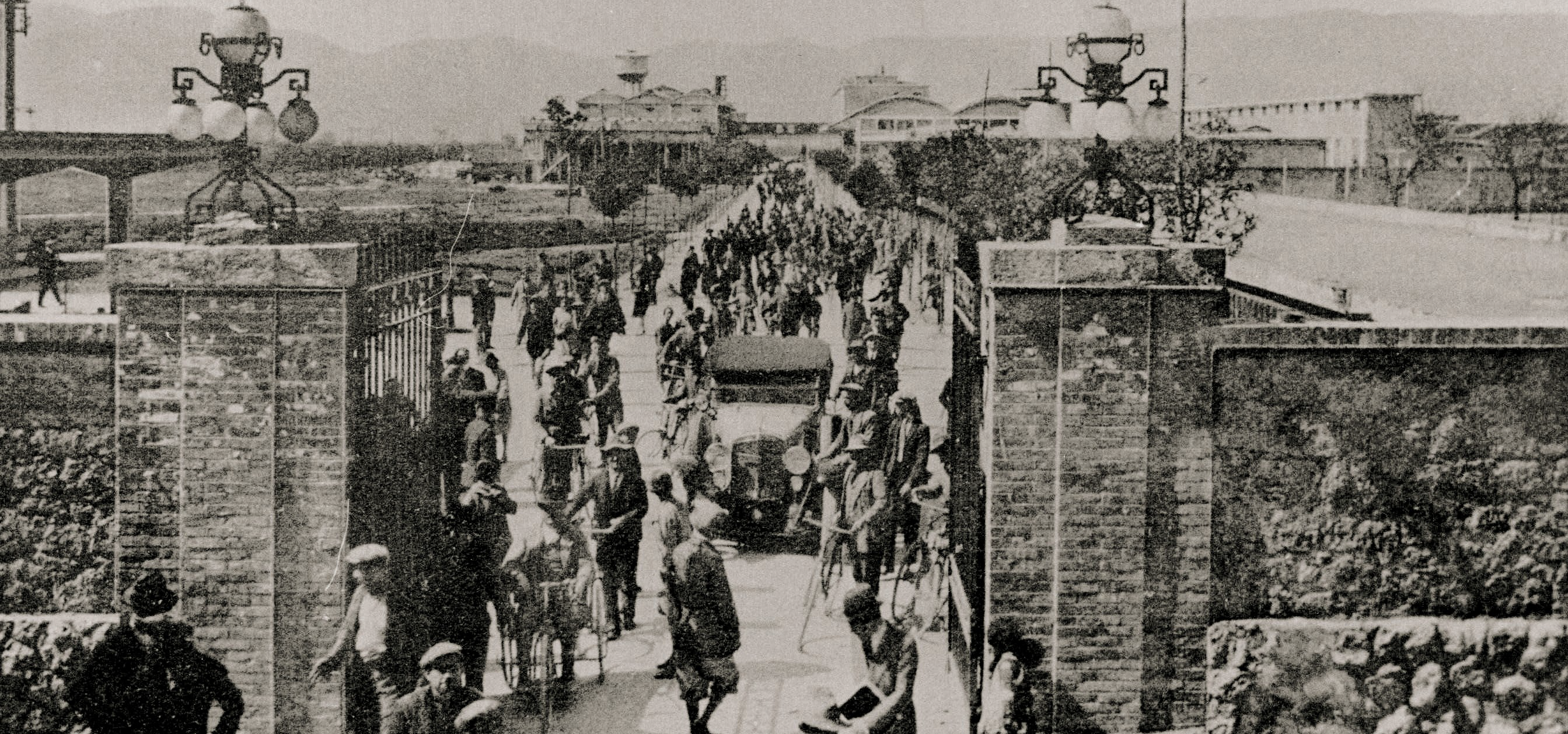
L'ingresso negli anni trenta

La produzione ebbe inizio pochi giorni dopo, il 12 ottobre 1928. Già nel 1929 la fabbrica occupava 2313 operai.
L'impianto di uno stabilimento di queste proporzioni ebbe delle conseguenze sulla società reatina dell'epoca: la fabbrica infatti attrasse lavoratori da tutto il Montepiano Reatino, affermando anche sul piano economico il ruolo di capoluogo provinciale da poco assegnato alla città, e favorì – forse per la prima volta – l'immigrazione di popolazioni provenienti da fuori regione. Infatti con l'apertura dello stabilimento si trasferirono a Rieti un notevole numero di operai veneti specializzati, principalmente donne provenienti dalle province di Rovigo e Padova dove la Società della Viscosa aveva già uno stabilimento; questi nuclei familiari andarono incontro ad un'integrazione difficile, in quanto i costumi disinibiti delle donne del nord non erano visti di buon occhio dalla popolazione locale, che risentiva di una mentalità ancora bigotta e oscurantista. Immigrarono a Rieti per lavorare nella Supertessile anche delle famiglie provenienti dall'Abruzzo, dalla Puglia e dall'Emilia Romagna, tra cui anche quella del futuro presidente del Senato Franco Marini, che qui si formò come sindacalista.
Lo stabilimento fu arricchito di un impianto per la produzione del fiocco nel 1934, e ulteriormente potenziato durante gli anni 1939-1940. Nel 1938 gli operai impiegati erano aumentati a 4500.

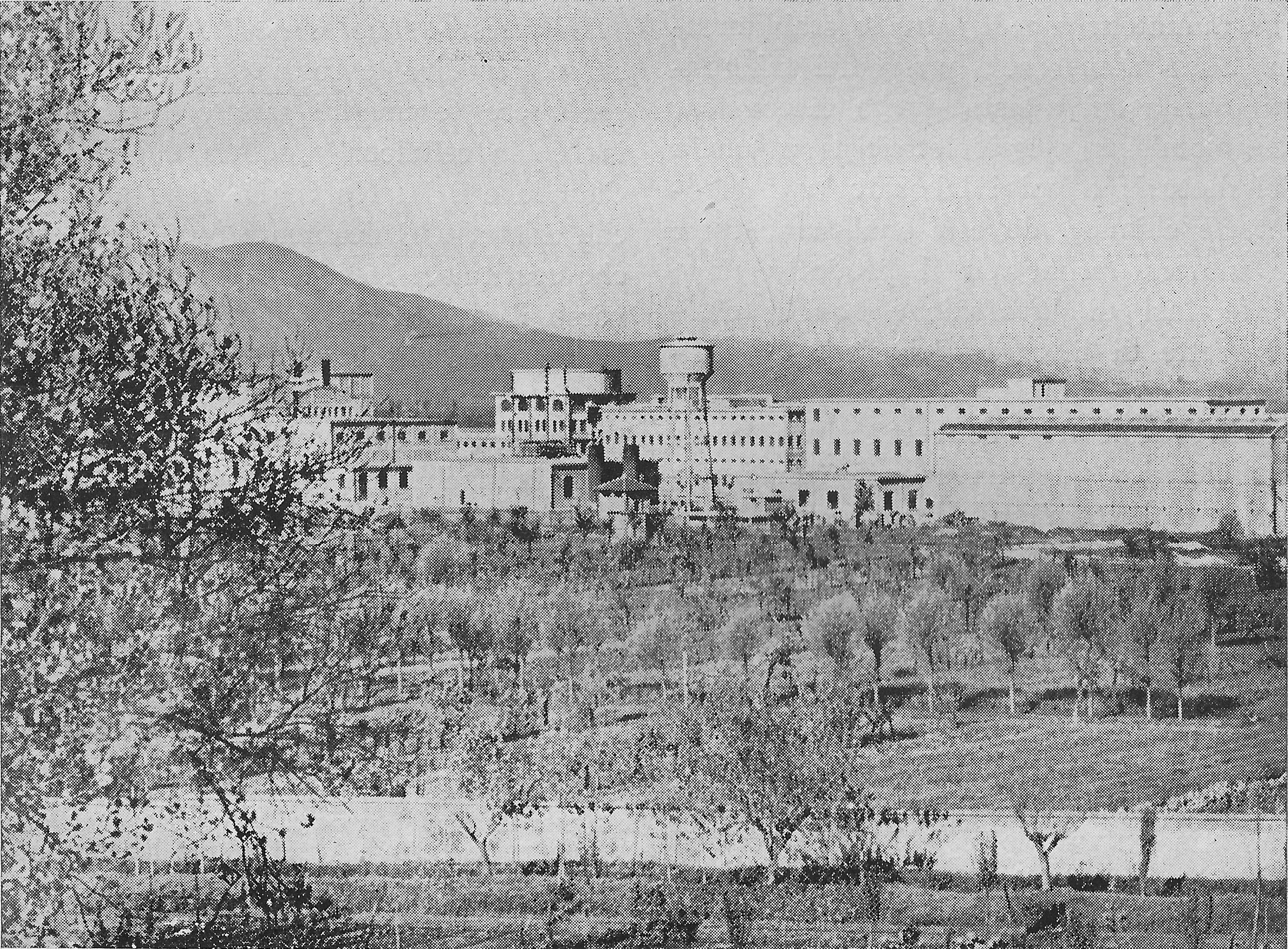
Lo stabilimento in una fotografia pubblicata nel 1932

La presenza della Supertessile favorì la nascita di un indotto: infatti nel 1937 la Montecatini impiantò accanto alla Supertessile uno stabilimento per la produzione di acido solforico, necessario per la fabbricazione della viscosa.
La Supertessile favorì la pratica sportiva tra gli operai e contribuì alla nascita di un movimento calcistico locale da cui emerse il Football Club Rieti, di cui fu il main sponsor dalla sua fondazione, nel 1936, fino al 1943.

### La gestione CISA Viscosa (1938-1968)
Nel maggio 1938 gli stabilimenti di Padova, Roma, Rieti e Napoli della Società Generale Italiana della Viscosa si fondono in un'unica società, la Compagnia industriale società per azioni per la produzione di Viscosa (CISA Viscosa).
Negli anni successivi la concorrente SNIA, fondata da Riccardo Gualino, passò sotto la guida di Franco Marinotti, che allacciò rapporti più stretti con la CISA, che di fatto entrò nell'orbita della SNIA.
Nel novembre 1943, a causa degli eventi bellici, le attività dello stabilimento furono sospese, e ripresero nel luglio 1946. Nel 1963 dava lavoro a 1200 operai.

### La gestione SNIA Viscosa (1968-1979)

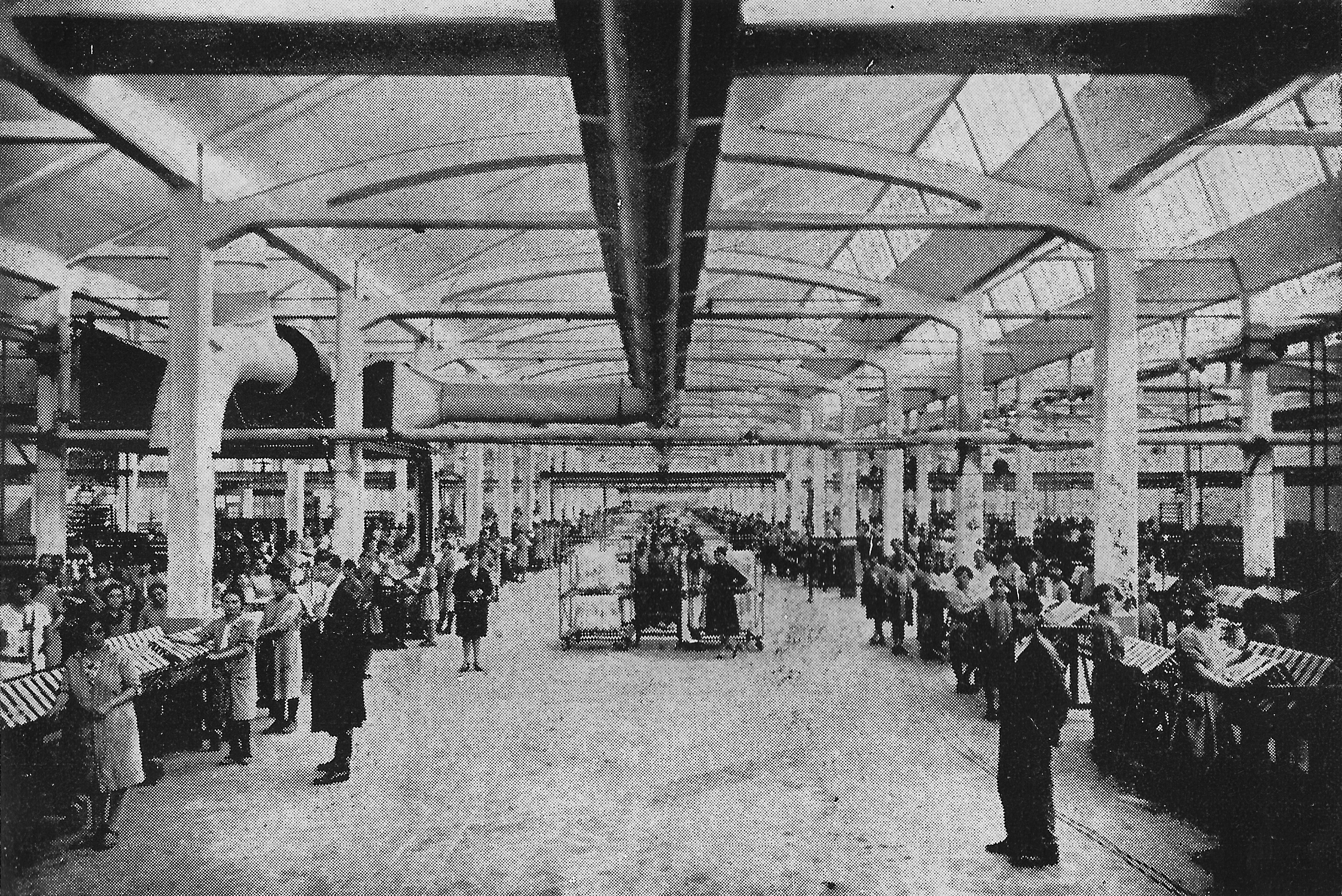
La sala di aspatura in una fotografia pubblicata nel 1932

Nel 1968 la SNIA rilevò il pacchetto azionario della CISA ed insieme ad esso lo stabilimento di Rieti, che cambiò nome da CISA Supertessile in SNIA Viscosa.
Per tutti gli anni Settanta, a causa della crisi del settore delle fibre sintetiche e delle sempre maggiori perdite accumulate dalla SNIA, fu più volte paventata la chiusura o il ridimensionamento dello stabilimento e la messa in cassa integrazione dei lavoratori. Nel 1972 lo stabilimento della Montecatini (da poco divenuta Montedison) fu chiuso e dismesso.
Nella stagione 1971/72 la SNIA fu sponsor della AMG Sebastiani Basket Rieti.

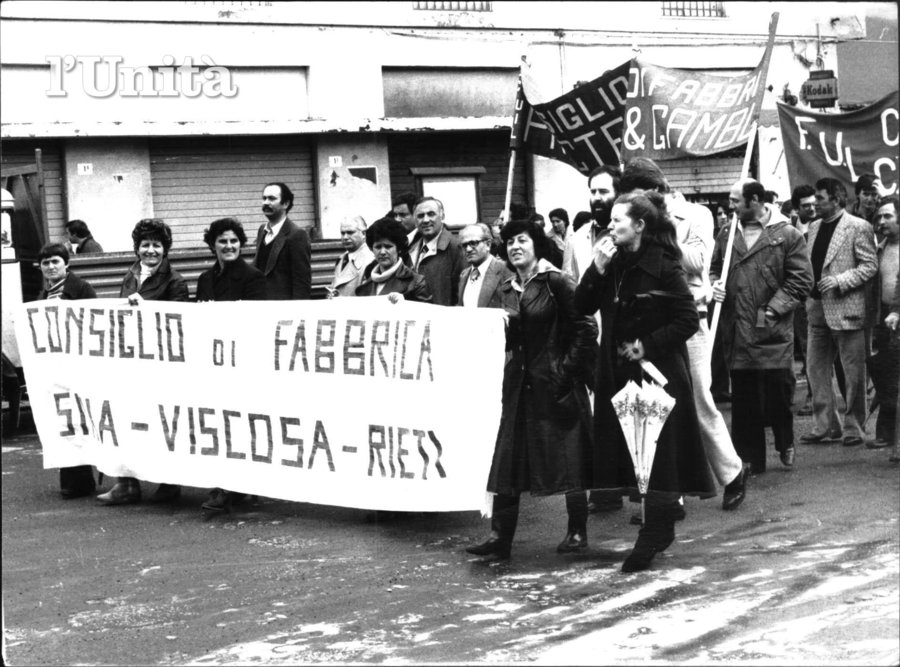
Manifestazioni sindacali negli anni settanta

Nel febbraio 1978 la SNIA arrivò ad un accordo con la federazione unitaria lavoratori chimici (FULC) che prevedeva la riqualificazione della produzione nazionale di fibre artificiali, con una diminuzione della quantità ed un aumento della qualità, e la concentrazione di tutta la produzione nello stabilimento di Rieti, i cui impianti sarebbero stati ristrutturati ed ammodernati (per la prima volta dagli anni venti, con poche eccezioni); negli stabilimenti di Pavia, Villacidro e Napoli la produzione di fibre era già minoritaria e sarebbe cessata. In vista della ristrutturazione dell'impianto reatino, i lavoratori accettarono la messa in cassa integrazione di 1000 operai su 1300 e la fabbrica passò ad un regime di produzione ridotto.
Ma la crisi finanziaria della SNIA continuava a peggiorare, e nel maggio del 1979 l'azienda presentò al governo un piano di ristrutturazione per ottenere l'assegnamento di fondi sulla base della legge 675; tuttavia l'accesso ai fondi era subordinato ad un intervento di risanamento finanziario (legge 787), e non si riuscì a trovare un consorzio di banche che risollevasse i conti dell'azienda. La crisi culminò il 20 luglio 1979, quando la produzione di fibre artificiali fu arrestata in tutti gli stabilimenti SNIA (Pavia, Villacidro, Rieti e Napoli), ufficialmente per mancanza di liquidità; ma mentre negli altri impianti continuarono a svolgersi altre attività produttive, in quello reatino le fibre costituivano l'unico materiale prodotto, e per lo stabilimento di viale Maraini il provvedimento significò la chiusura totale. Alla chiusura seguirono forti proteste dei sindacati, che vi vedevano un tentativo di ricattare il governo allo scopo di ottenere maggiori finanziamenti pubblici, e si avviò una lunga serie di consultazioni tra la SNIA e il governo allo scopo di riavviare la produzione e riassorbire i lavoratori.
Nel 1980 la SNIA presentò un secondo piano di ristrutturazione molto più limitato, che prevedeva la nascita di una società SNIA Fibre, partecipata per il 93% dalla GEPI, ed il riassorbimento di soli 516 dipendenti, con gli altri lavoratori assorbiti dalla GEPI, impiegandoli in attività alternative. Il piano fu approvato dal CIPI il 2 luglio 1980, ma poi rimesso in discussione dalla stessa SNIA con un'ulteriore diminuzione del numero di lavoratori da riassorbire.

### La gestione Nuova Rayon (1986-2002)

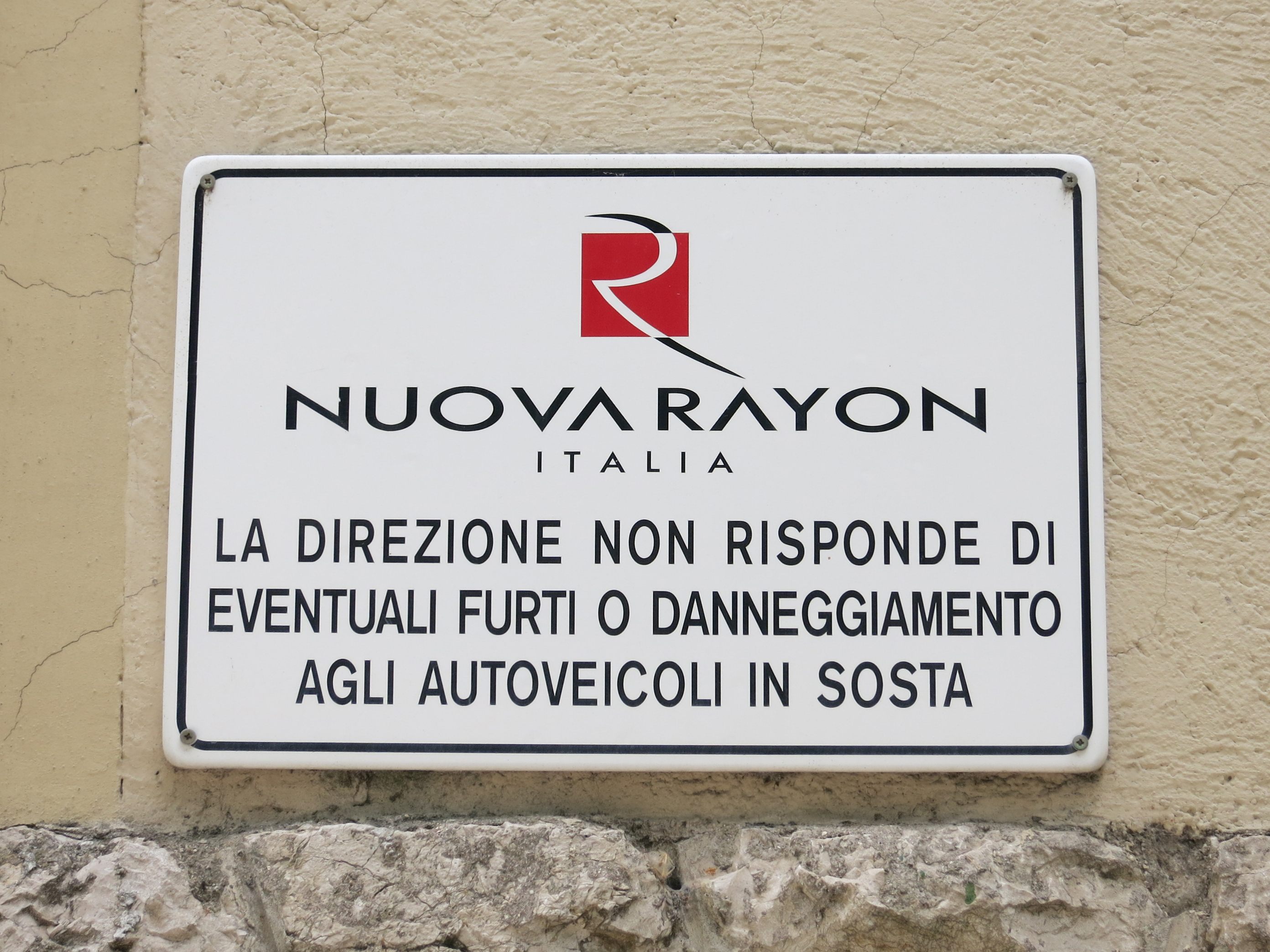
Targa e logo della Nuova Rayon all'ingresso di viale Maraini

Dopo anni di trattative e discussioni, lo stabilimento fu infine riattivato nel 1986, con il cambio di nome in Nuova Rayon Italia SpA (società partecipata al 66% dalla GEPI). La produzione fu orientata verso rayon ad elevate prestazioni, destinato ad applicazioni specialistiche; in essa fu reimpiegata solo una piccola parte degli operai che vi lavoravano prima della crisi (poche centinaia su circa 1300) e ampie parti della zona industriale furono dismesse, con la produzione ristretta in un'area molto minore.
La Nuova Rayon chiuse il 1988 con una perdita di 5,3 miliardi di lire su un fatturato di 36,5 miliardi, mentre nel 1989 aumentò i ricavi del 59% arrivando a 58 miliardi di lire, e la partecipazione della GEPI scese al 59%; nel 1º semestre del 1993 i ricavi aumentarono del 27%, raggiungendo i 39 miliardi di lire (a fine anno i ricavi complessivi furono 78,2 miliardi); nel primo trimestre del 1994 i ricavi salirono a 22,4 miliardi contro i 19,4 dello stesso periodo del 93.
Nel maggio del 1996 la GEPI cedette la propria partecipazione del capitale della Nuova Rayon alla SNIA, che ne tornò unica proprietaria.
Nel maggio del 2002 la produzione fu fermata e i 175 dipendenti messi in cassa integrazione ordinaria a zero ore. La Nuova Rayon chiude il 2002 con 16,7 milioni di euro di ricavi e una perdita netta di 8,8 milioni di euro.

### La gestione BembergCell (2003-2006)

Mappa della zona industriale costituita da zuccherificio-Supertessile-Montecatini

Il 16 maggio 2003 la SNIA, ritenendo il settore delle fibre artificiali non più strategico, annunciò la cessione della Nuova Rayon all'azienda "G.Z. Fin. Srl" dell'imprenditore Maurizio Cimatti per la cifra simbolica di 100€, versando 15 milioni di euro nelle casse della Nuova Rayon in considerazione dei costi di riavvio degli impianti. I nuovi proprietari avviarono le procedure per riprendere la produzione facendo temporaneamente ricorso alla cassa integrazione straordinaria ma (inizialmente) senza eseguire esuberi. Nell'ottobre 2003 G.Z. Fin. realizzò un'integrazione tra Nuova Rayon, Bemberg (produttrice di cupro con sede a Gozzano) e Novaceta (produttrice di acetato con sede a Magenta) dando vita alla BembergCell, con l'obiettivo di creare un polo cellulosico italiano d'eccellenza.
Nel settembre 2005 furono messi in mobilità 57 dipendenti dello stabilimento di Rieti.
Nel corso del 2006 la BembergCell precipitò in una grave crisi finanziaria tanto che, a causa di bollette del gas non pagate per diversi milioni di euro, la società erogatrice Enelgas annunciò l'imminente interruzione della fornitura allo stabilimento di Rieti, ragion per cui il 7 ottobre 2006 la BembergCell si vide costretta a fermare l'impianto. Il 6 novembre 2006, presso il Ministero dello sviluppo economico, venne annunciata la liquidazione dell'intero gruppo BembergCell, che aveva accumulato un debito superiore ai 100 milioni di euro.
Il 30 giugno 2007 il liquidatore della società comunicò che, nonostante i ripetuti tentativi, non era stato possibile trovare soluzioni che permettessero la ripresa dell'attività produttiva, decretando la cessazione definitiva dell'attività e la messa in cassa integrazione dei dipendenti; la società proprietaria dell'immobile ne chiese e ottenne la restituzione dalla Bembergcell. Da quel momento l'area è integralmente dismessa ed abbandonata.

## Bonifica e riqualificazione

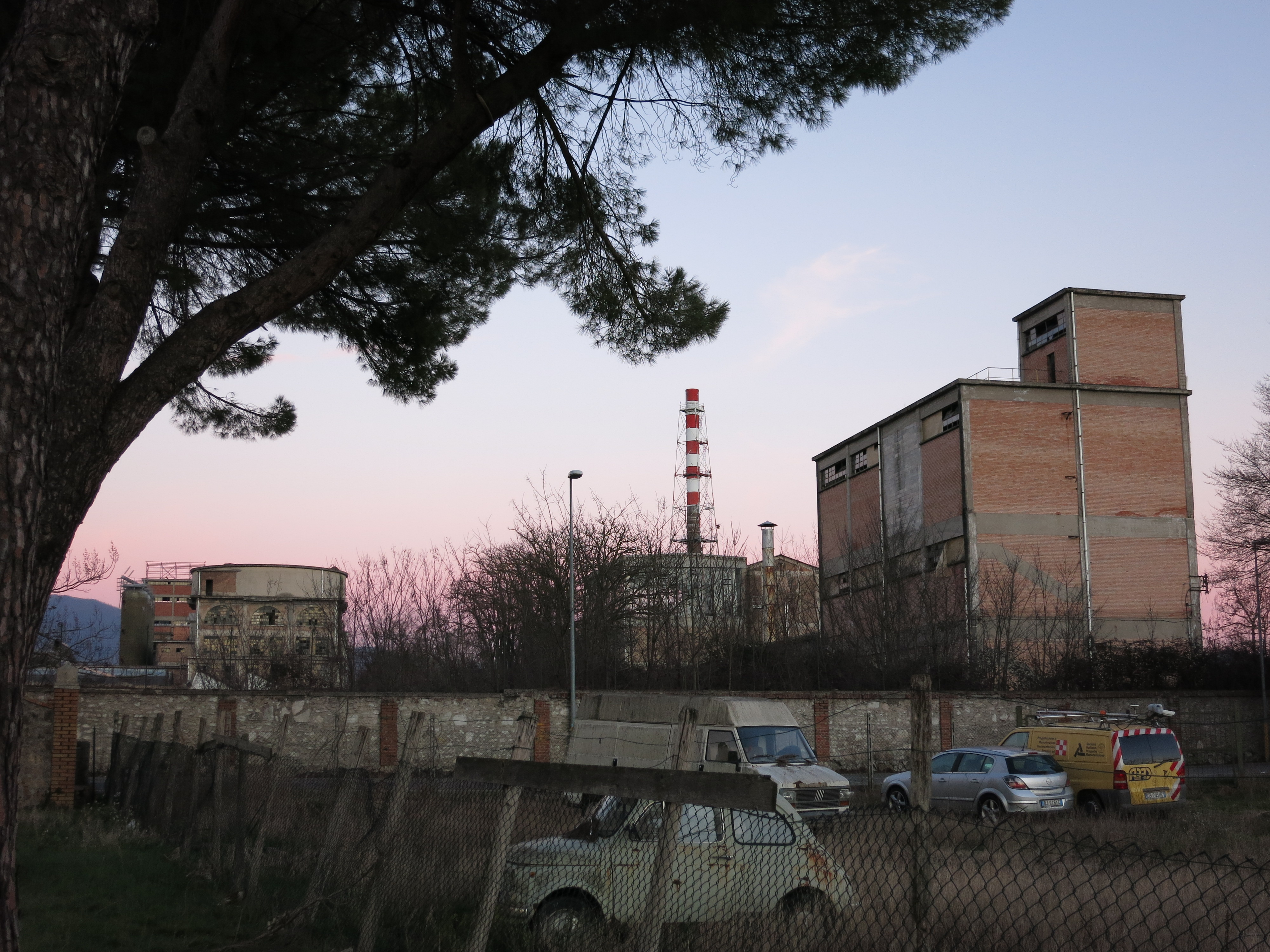
L'area della ex SNIA Viscosa vista da via Molino della Salce

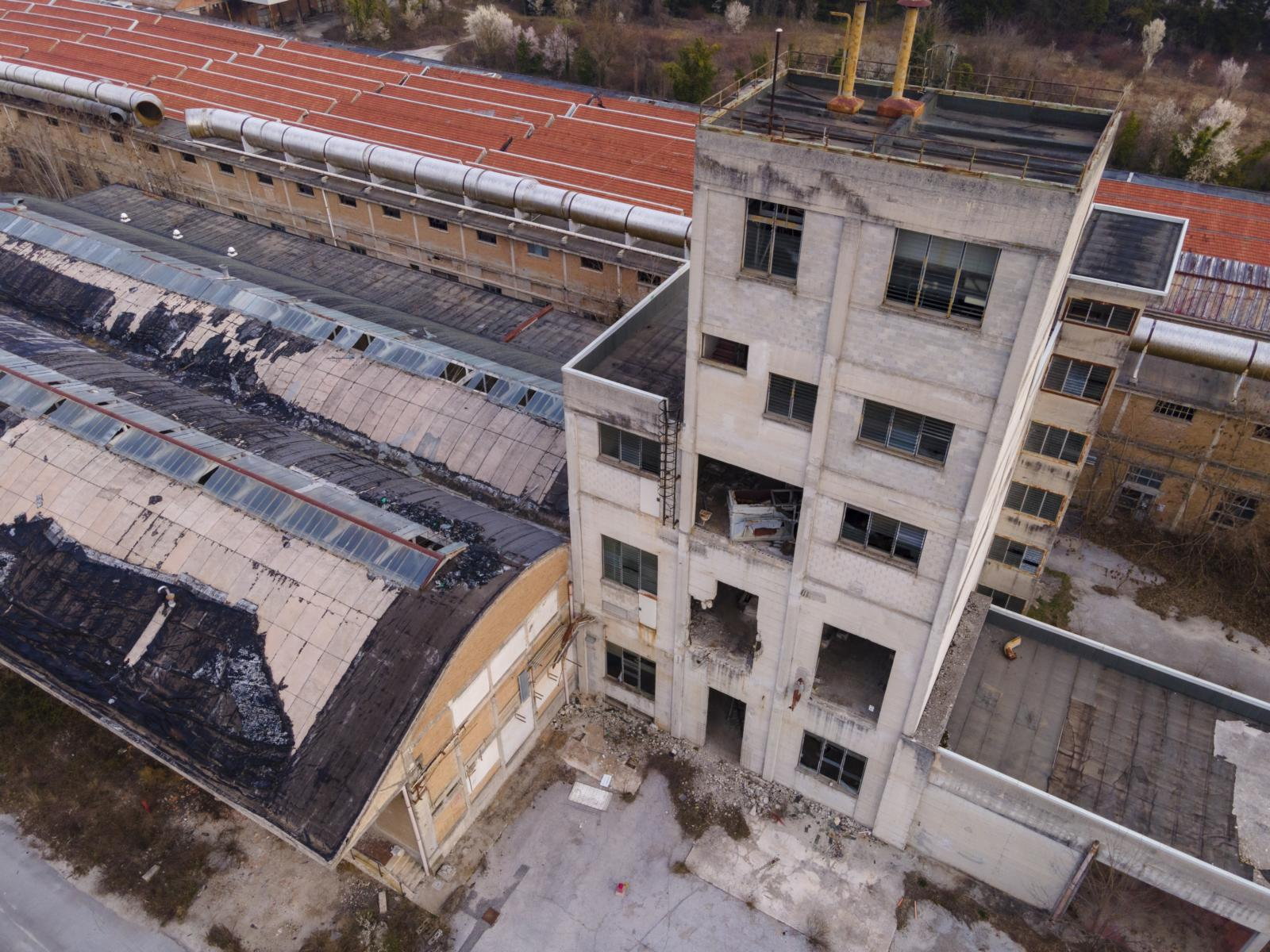
L'evidente stato di abbandono dello stabilimento Supertessile a Rieti.

Per effetto dell'espansione edilizia, le due aree occupate da Supertessile e Montecatini sono ormai da anni inglobate nell'area urbana e circondate da quartieri residenziali, e insieme all'antistante ex zuccherificio tagliano in due la città, con al loro sud il centro storico ed i quartieri Città giardino e Molino della Salce-Regina Pacis, ed al loro nord i più recenti quartieri di Madonna del Cuore e Micioccoli. Proprio per la loro centralità (distano meno di un chilometro dalla Porta Cintia con cui si accede al centro storico) la loro e riqualificazione ad altri usi è da anni un importante tema della politica locale.

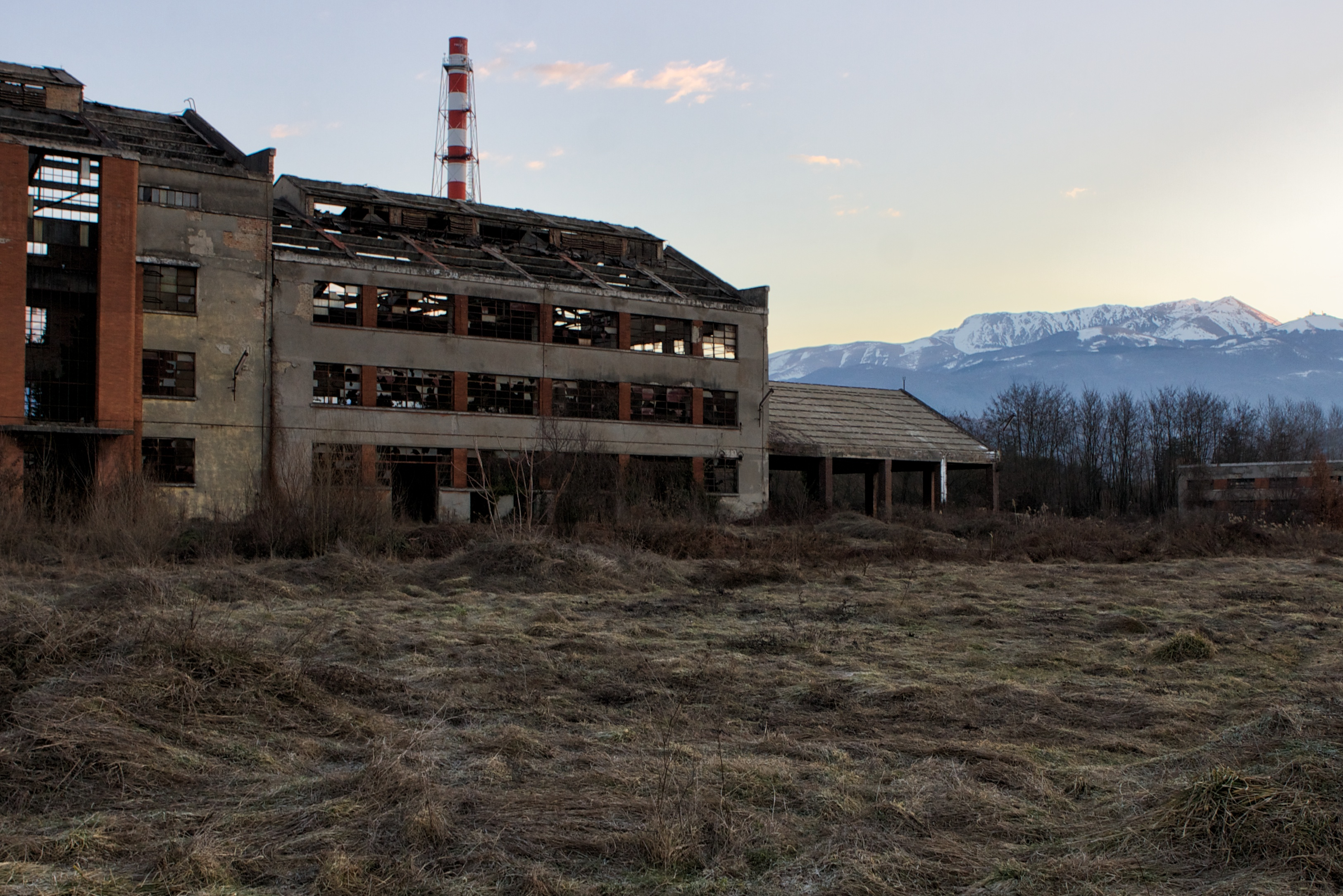
Lo stabilimento della Montecatini, a pochi metri da quello SNIA Viscosa di cui si vede la ciminiera, con il Monte Terminillo sullo sfondo

Le due aree, che si estendono per oltre 30 ettari, necessitano di essere bonificate per la presenza di rifiuti contenenti sostanze pericolose, soprattutto solfuro di carbonio e ceneri di pirite.
Area ex SNIA
Il primo progetto esecutivo per la bonifica dell'area ex-SNIA è stato approvato nel 2002.

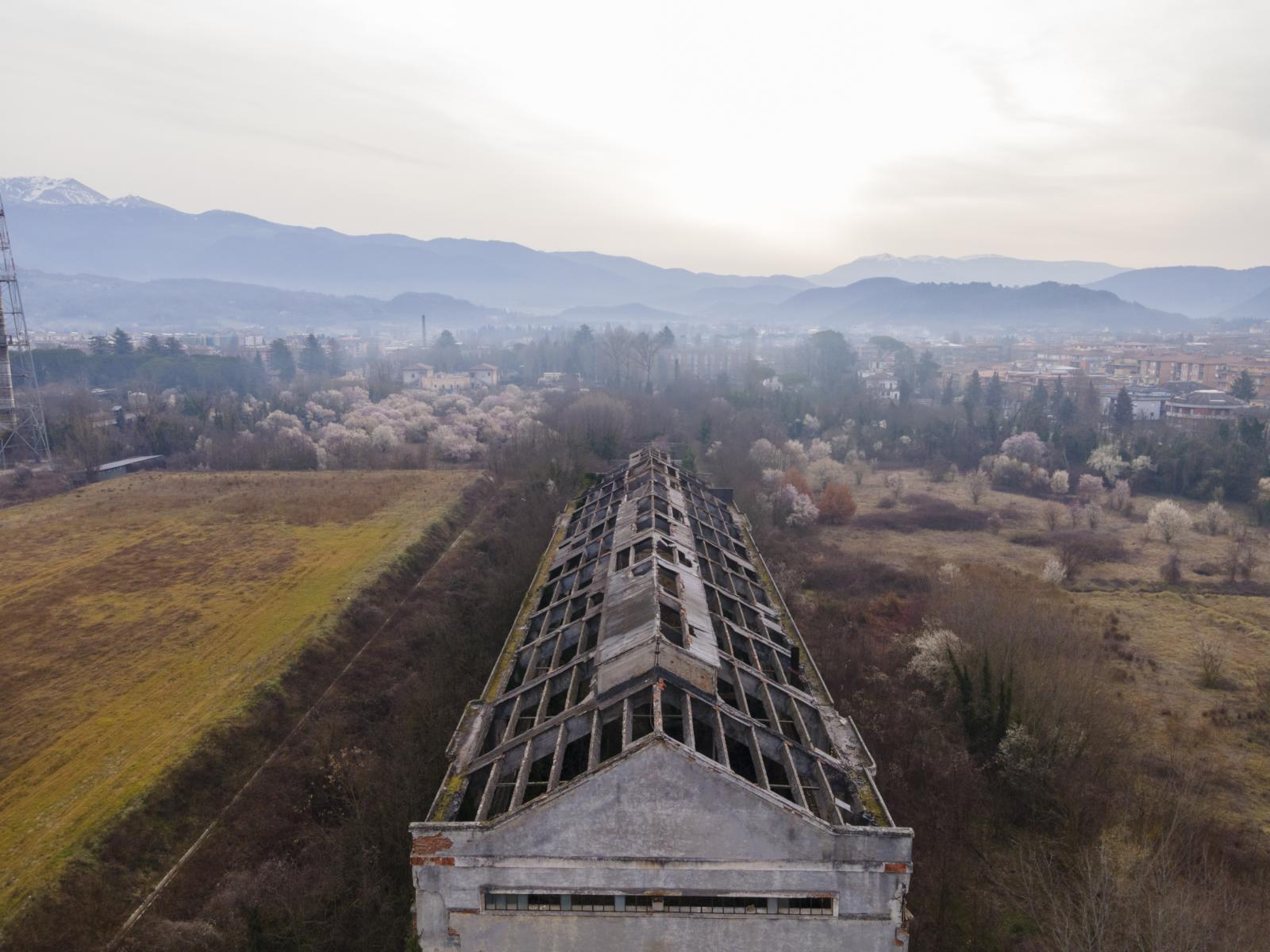
Lo stabilimento Montecatini ripreso con un drone.

Tra il 2007 ed il 2011 è stato smaltito il terreno inquinato nella vasca a permanenza all'interno dell'area, ed è stato rimosso il gas solfuro di carbonio, che per la sua pericolosità fino al 2011 imponeva la presenza di vigilanza armata all'ingresso dello stabilimento.
Il 26 settembre 2014 il Comune di Rieti, l'associazione Rena e il Monte dei Paschi di Siena (che è divenuto proprietario di circa due terzi del sito) hanno annunciato un concorso internazionale di idee per riqualificare e dare una nuova funzione all'area, nel corso di un evento pubblico tenuto all'Auditorium Varrone alla presenza di Fabrizio Barca, del ministro Maurizio Martina e del presidente MPS Alessandro Profumo, in seguito al quale furono simbolicamente riaperte le porte dello stabilimento per una visita all'ex impianto.

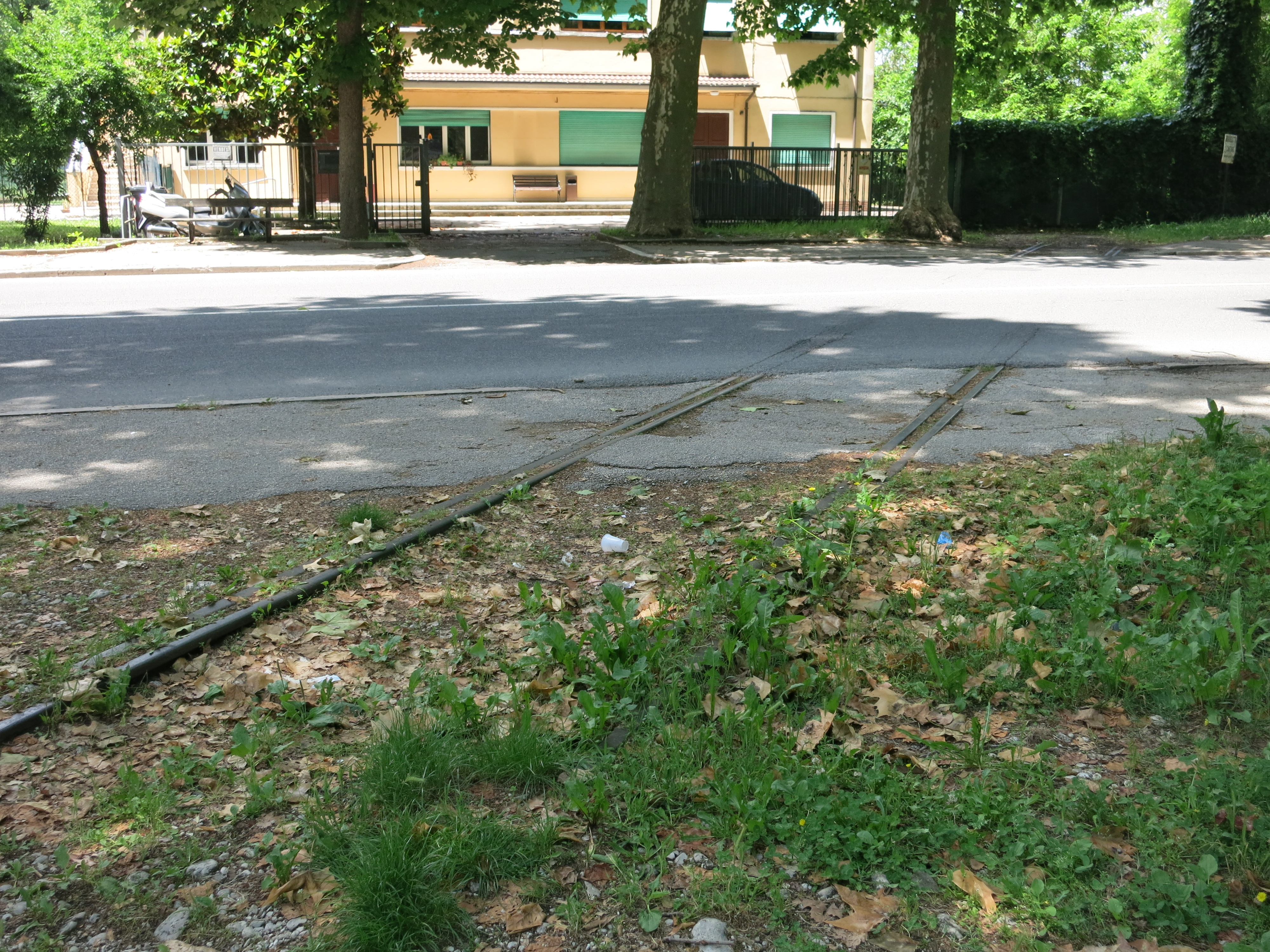
I binari del raccordo con la stazione ferroviaria, ancora visibili in viale Maraini

Il bando "NexT Snia Viscosa" è stato presentato il 29 gennaio 2015 presso il Cinema Moderno di Rieti; alla scadenza erano state presentate 175 candidature, tra team ed individui singoli, di cui 27 provenienti dall'estero. Nelle settimane successive una giuria di esperti in riqualificazione territoriale e politiche di sviluppo locale ne ha selezionate tredici i cui membri, dal 7 al 17 maggio 2015, sono stati ospitati a Rieti per un periodo di co-working e di studio da vicino dell'area. Il 29 gennaio 2016 è stata pubblicata una roadmap per il recupero dell'area, con il recupero totale previsto per il 2025, centenario dello stabilimento.

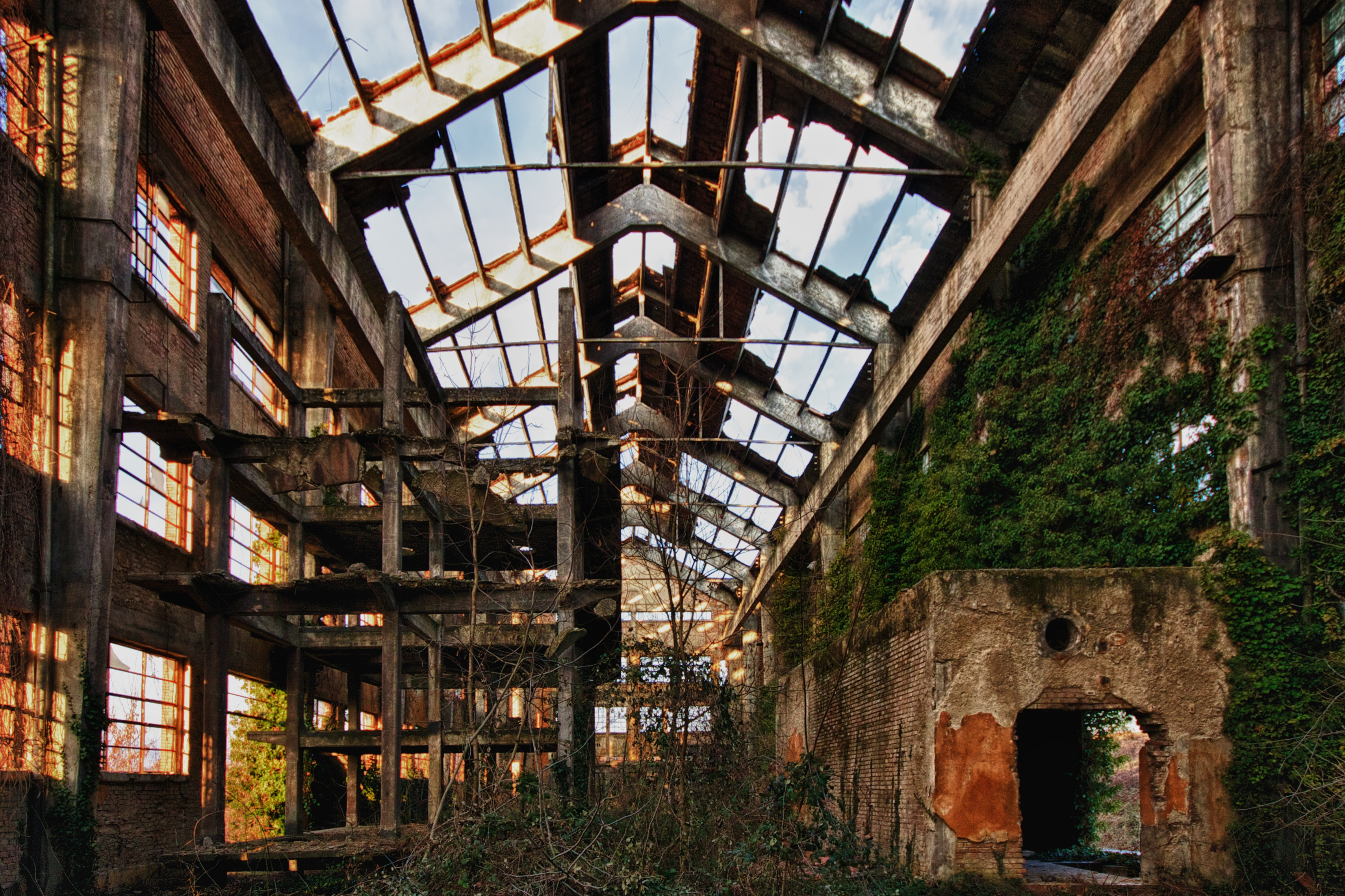
L'interno dell'ex stabilimento Montecatini

Il 5 maggio 2015 l'archivio dello stabilimento è stato recuperato e trasferito presso l'Archivio di Stato di Rieti.
Il 22 settembre 2015 è stata avviata la bonifica dei rifiuti soprasuolo e lo svuotamento dei serbatoi delle sostanze chimiche; i lavori, commissionati dal Monte dei Paschi di Siena Leasing & Factoring SpA ed eseguiti dalla Delta Petroli SpA, si sono conclusi nel dicembre 2016 con la rimozione di oltre mille tonnellate di rifiuti speciali. Contestualmente sono state avviate le indagini sul sottosuolo, volte alla realizzazione del piano di caratterizzazione dell'area; i carotaggi si sono conclusi nel settembre 2018.
Area ex Montecatini
Nell'area ex-Montecatini la bonifica non è mai stata avviata a causa dell'inadempienza dei proprietari dei terreni su cui sorge lo stabilimento. L'11 aprile 2011 l'ARPA comunicò al comune di Rieti che risultava «acclarato l'inquinamento indotto sul suolo dalle ceneri di pirite abbandonate»; nel maggio 2011 l'ufficio del settore Ambiente del comune avviò la procedura di esecuzione della bonifica in danno del proprietario inadempiente, tuttavia non risulta che i lavori di bonifica siano effettivamente partiti.